# Liste der Kulturdenkmäler in Schöneberg (Westerwald)
In der Liste der Kulturdenkmäler in Schöneberg sind alle Kulturdenkmäler der rheinland-pfälzischen Ortsgemeinde Schöneberg aufgelistet. Grundlage ist die Denkmalliste des Landes Rheinland-Pfalz (Stand: 4. Mai 2023).

## Einzeldenkmäler
| Bezeichnung                      | Lage               | Baujahr | Beschreibung                                                                       | Bild                           |
| -------------------------------- | ------------------ | ------- | ---------------------------------------------------------------------------------- | ------------------------------ |
| Evangelische Auferstehungskirche | Hauptstraße 5 Lage | 1864    | 1864, Architekt Hermann Vogeler, Paderborn; Turm 1906–08, Kreisbauinspektor Stiehl | weitere Bilder Fotos hochladen |

## Ehemalige Kulturdenkmäler
| Bezeichnung | Lage               | Baujahr                              | Beschreibung | Bild            |
| ----------- | ------------------ | ------------------------------------ | --- | --------------- |
| Wohnhaus    | Hauptstraße 4 Lage | 17. oder Anfang des 18. Jahrhunderts | Fachwerkhaus, teilweise massiv, 17. oder Anfang des 18. Jahrhunderts, erweitert in der ersten Hälfte des 19. Jahrhunderts; aus Denkmalliste gelöscht | Fotos hochladen |